# Giglio delle Onde
Nel 1847, nel Regno delle Due Sicilie, già primo stato al mondo a far navigare in mare aperto (27 settembre 1818) un battello a vapore, il Ferdinando I, fu sperimentata per la prima volta nella penisola italiana la propulsione a elica. Il vapore, in ferro, si chiamava Giglio delle Onde, di 143 tonnellate e con macchina della forza di 50 cavalli.  Entrò in servizio il 17 maggio 1847, collegando la capitale Napoli con i porti della Calabria, con Messina, Gallipoli e Taranto.
Nel marzo del 1848, a seguito dell'insurrezione siciliana, dopo aver effettuato vari trasporti di truppe e materiali, fu catturata dagli insorti che la impiegarono anche loro come trasporto portarono a Malta dove fu venduta alla marina austriaca che la ribattezzò Seemowe.